# Domuro
Domuro war ein türkisches Flächenmaß.
- 1 Domuro = 7,5 Ar